# La Lune avec les dents
Pour plus de détails, voir Fiche technique et Distribution.
La Lune avec les dents est un film suisse réalisé par Michel Soutter en 1966.
Avec ce premier long métrage, présenté au Festival de Locarno en 1967, Michel Soutter "ouvre la brèche du nouveau cinéma suisse, dont il est le précurseur" avec notamment ceux qui formeront Groupe 5.

## Synopsis
William, jeune homme révolté contre ce monde, vit de petits boulots (il lace les espadrilles des clients d'un bowling), de petits larcins, et habite seul dans un appartement sans aucun confort d’un bâtiment délabré à la périphérie de la ville. Il est engagé politiquement (il dit coller des tracts), et rejette avec dégoût les propositions du « directeur » (peut-être son père) de se lancer dans ses affaires, en affirmant son dégoût pour le matérialisme. Il ébauche une relation avec une jeune femme, Noëlle, mais malgré l’intérêt que suscite en elle son originalité, la brusquerie de son désir l’en tient séparé. Il débarque chez elle sans prévenir, alors que des invités de la famille sont présents, et il est déçu dans ses attentes, qu’il a élaborées sans les partager.
Un rival, apprenti policier, Vogel, surveille William et le fait arrêter pour ses vols. Parallèlement, il tente de séduire lourdement Noëlle et de la détourner de William. Toutefois, aux yeux de celle-ci, il reste ennuyeux, et se comporte de manière violente.
La fin du film sépare les trois personnages: Vogel comprend qu’il ne peut faire face à William, même armé d’un pistolet ; William rejette Noëlle, dont il estime qu’elle ne pourra pas rompre avec les habitudes de sa classe. Le film se termine sur un plan de mouvement de mâchoire du héros, qui renvoie au titre du film : William n’est pas abattu par la séparation et sa volonté de mordre la vie est intacte.

## Fiche technique
- Titre : La Lune avec les dents
- Réalisation : Michel Soutter
- Assistant pour la réalisation : Jean-Charles Pellaud
- Scénario : Michel Soutter
- Son : Rose-Marie Jenni[2]
- Production : Anita Oser et Michel Soutter
- Délégué de production : Michel Buhler
- Musique : Jacques Guyonnet, sous le pseudonyme de Jacques Olivier[3]
- Photographie : Jean Zeller
- Assistant pour l'image : Henri Rossier
- Son et mixage : Rose-Marie Jenni
- Montage : Eliane Heimo
- Pays d'origine :  Suisse
- Format : 16mm gonflé en 35mm
- Laboratoires : Schwarz-filmtechnik (Bern)
- Genre : Drame
- Durée : 78 minutes

## Distribution
- William Wissmer : William Tudor
- Noëlle Frémont : Noëlle Laurencin
- Michel Fidanza : Vogel
- Janet Haufler : La comédienne
- Manuela Dahm : La chanteuse US
- Georges Hardy : Le reporter
- Desko Janijc : Le directeur
- René Allemann : Le garagiste
- Gérald Ansermet : L'indiscret

## Autour du film
La Lune avec les dents est le premier long métrage de Michel Soutter, et est considéré comme le premier film du nouveau cinéma suisse. Il est tourné avec très peu de moyens et une équipe réduite à quelques personnes : un preneur d’image (Jean Zeller), une preneuse de son (Rose-Marie Jenni), Michel Soutter, réalisateur et scénariste, et deux assistants, qui rempliront l’ensemble des tâches et des « métiers » nécessaires à la réalisation, assistés après le tournage d’une monteuse, Eliane Heimo.
Afin de lui donner de l’authenticité, le film est entièrement réalisé en prise de son directe et en décors naturels. Il est tourné à Genève et dans la campagne avoisinante (Jussy). Parmi ces lieux, on peut reconnaître le quartier des Charmilles, avec la rue des Charmilles, le supermarché Migros en face de l’école du même nom qui vient d’être construite; le rond-point de Plainpalais, le grand parking et la piscine des Vernets, le bowling de Meyrin, Carouge (où habite William; il répond à son amie comédienne qu’il est "la brute des Épinettes"), avec le chemin de la Pyrotechnie (disparue en 1971), le quai Bezançon-Hugues (où William vole un livre), les Halles de l’Île (où il va dans un café), la rue du Montblanc (l’appartement de Manuela) et la rue des Alpes (que William et Noëlle remontent avec le tableau de Mme Röntgen), la gare Cornavin, Jussy, où habite la famille de Noëlle, le café Marcelly à Thônex (interview du journaliste).
À l'occasion d'une rediffusion dans un cinéclub de Brooklyn, le héros est présenté ainsi: "William vit une vie déracinée, structurée par un boulot sans valeur dans un bowling et ponctuée de beuveries autodestructrices. Il est le premier des solitaires personnages rebelles de Soutter, jeunes hommes avec de profondes réserves d'énergie non dirigées et d'aspirations informulées à la libération".
Le titre vient de l’expression prendre la lune avec les dents, qui signifie avoir la volonté de faire quelque chose réputée impossible.. Il renvoie à la fois, sur le plan du récit, à la quête du jeune héros d’une vie authentique face à l’inertie des normes sociales, mais également, sur le plan de l'expérience cinématographie, à l’entreprise du film de Soutter, qui tente d'arracher de nouveaux possibles pour le cinéma suisse .
La Lune avec les dents sort en effet de la production suisse réalisée jusqu’alors, essentiellement composée de documentaires ou de films de fiction jouant sur les stéréotypes de l’identité suisse (vaches et montagnes). Pour le groupe de jeunes cinéastes qui se forment autour de la nouvelle télévision suisse-romande, il vise à démontrer qu’il est possible de mettre en place un cinéma suisse qui parle du monde contemporain. Soutter est persuadé qu’avec un langage authentique, il peut également intéresser un public international.
Le film a été réédité en DVD par Doriane Films et le soutien du CNC, de la Cinémathèque suisse et d'autres entités, en 2010, dans un coffret intitulé Les 4 premiers films de Michel Soutter, avec Haschich, La Pomme, James ou pas, et divers suppléments, dont un entretien avec Michel Soutter, et d'autres personnalités réalisé par dans le cadre de l'émission Cinéma Vif en 1967.
Les œuvres citées dans le film sont Le Métier de vivre, de Cesare Pavese, L’Enfer, d’Henri Barbusse, Caligula, de Camus, une historiette de Copi, et La règle du Jeu de Jean Renoir. Les tableaux de l’appartement de Manuela sont de Pierre Vogel, peintre genevois, dont c’est l’atelier.
Parlant du film, Michel Soutter explique s’être inspiré pour son personnage d’un positionnement qu’il avait lui-même ressenti dans sa jeunesse et avait besoin de traiter, tout en prenant des distances avec celui-ci.